# Parroquia Alto Barinas
Alto Barinas es una parroquia civil ubicada al norte del Municipio Barinas, Barinas, Venezuela.Limita al norte con Quebrada Seca y Betancourt, al sur con San Silvestre y el Municipio Pedraza, al oeste con La Caramuca, y al este con El Carmen, Méndez y Torunos. Con 107 095 habitantes, es la segunda parroquia más poblada del municipio.

## Avenidas
Las avenidas Alberto Arvelo Torrealba, Los Andes y 23 de enero, son la zona comercial y financiera, destacando sus centros comerciales, tiendas, hoteles, farmacias, restaurantes y estaciones de servicio. Allí se encuentra la redoma de Punto Fresco y su estatua de Ezequiel Zamora, y al frente, la universidad Unellez y su jardín botánico. Parte de la carretera Troncal 5, la avenida Ezequiel Zamora es la zona suburbana, hotelera y militar, destacando el fuerte Tavacare, el country club Las Colinas, el cementerio Nuestra Señora del Rosario, y las urbanizaciones Ciudad Varyna y Ciudad Tavacare. La avenida San Silvestre es la zona agroindustrial, destacando el cementerio municipal, la universidad Unefa y las urbanizaciones El Remanso,Las Palmas,Carlos Raul Villanueva,Rosa Mistica y Valle Alto. La avenida Los Llanos es la zona de urbanizaciones cerradas y apartamentos, destacando el parque Los Pomelos. Las avenidas Universidad y Adonay Parra, dan acceso a la universidad Santa María, la Ciudad Deportiva, las urbanizaciones cerradas de Las Lomas, y varios centros comerciales. La avenida Nueva Barinas es una zona comercial menor, destacando las urbanizaciones La Rosaleda, Los Lirios y Virgen del Valle. Las avenidas Los Toros y Raúl Blonval López, dan aceso al club Español, la clínica Varyna y varios centros comerciales.

## Demografía
Para 2001, el 48,66 % de la población de la Parroquia Alto Barinas es masculina. Con una edad media de 27,1, el 41,71 % tiene menos de veinte años, el 32,95 % tiene de 20 a 39 años, el 19,75 % tiene de 40 a 59 años, el 4,65 % tiene de 60 a 79 años, y el 0,93 % tiene más de ochenta años. Con una tasa de analfabetismo de 7,4 %, el 55,21 % no estudia, el 0,14 % tiene educación especial, el 3,68 % tiene educación preescolar, el 35,4 % tiene educación primaria, el 16,3 % tiene educación media, el 2,24 % tiene educación técnica media, el 7,49 % tiene educación técnica superior, y el 22,98 % tiene educación universitaria. Entre quienes estudian, el 16,92 % lo hace en instituciones privadas. Con una tasa de desempleo de 42,14 %, el 3,31 % es cesante, el 1,05 % busca empleo por primera vez, el 13,43 % es amo de casa, el 14,22 % estudia y no trabaja, el 2,34 % está jubilado o pensionado, y el 1,22 % está incapacitado para trabajar.
| Evolución demográfica |
|                       |
| Fuentes: INE, CNE     |

| Pirámide de población 2001 |         |       |         |      |
| %                          | Hombres | Edad  | Mujeres | %    |
| 0,22                       |         | 85+   |         | 0,26 |
| 0,22                       |         | 80-84 |         | 0,23 |
| 0,39                       |         | 75-79 |         | 0,41 |
| 0,49                       |         | 70-74 |         | 0,51 |
| 0,66                       |         | 65-69 |         | 0,57 |
| 0,89                       |         | 60-64 |         | 0,73 |
| 1,32                       |         | 55-59 |         | 1,15 |
| 2,11                       |         | 50-54 |         | 1,96 |
| 2,84                       |         | 45-49 |         | 3,16 |
| 3,26                       |         | 40-44 |         | 3,95 |
| 3,58                       |         | 35-39 |         | 4,29 |
| 3,69                       |         | 30-34 |         | 5,15 |
| 3,30                       |         | 25-29 |         | 4,50 |
| 3,98                       |         | 20-24 |         | 4,46 |
| 6,28                       |         | 15-19 |         | 4,98 |
| 5,01                       |         | 10-14 |         | 5,33 |
| 5,60                       |         | 5-9   |         | 5,17 |
| 4,81                       |         | 0-4   |         | 4,53 |